# Сеге ди Вила I (Белуно)
Сеге ди Вила I (итал. Seghe di Villa I) је насеље у Италији у округу Белуно, региону Венето.
Према процени из 2011. у насељу је живело 16 становника. Насеље се налази на надморској висини од 330 м.